# 1935年の野球
1935年の野球（1935ねんのやきゅう）では、1935年の野球界における動向をまとめる。

## 競技結果

### 社会人野球
- 決勝（明治神宮野球場・8月12日）

東京倶楽部（東京市）3-0 コロムビア（川崎市）

### 東京大学野球
- 年間2シーズン制復活。
  - 春 - 早法の優勝決定戦により、法大が優勝。
  - 秋 - 早大が7勝2敗1分で優勝。

### 高専野球
- 4月26日 - 四帝国大学野球部連盟（高専野球大会の主催団体）解散。
- 5月31日 - 全国高等学校野球連盟結成。
- 第1回全国高等学校野球大会決勝（神宮球場・7月22日）
優勝：第二高校　準優勝：広島高校

### 中等野球
- 第12回選抜中等学校野球大会決勝（阪神甲子園球場・4月7日）
岐阜商業（岐阜県） 5-4 広陵中学（広島県）
- 第21回全国中等学校優勝野球大会決勝（阪神甲子園球場・8月20日）
松山商業（愛媛県） 6-1 育英商業（兵庫県）

### メジャーリーグ
- ワールドシリーズ
デトロイト・タイガース（ア・リーグ） （4勝2敗） シカゴ・カブス（ナ・リーグ）

## できごと

### 2月
- 2月  - 大日本東京野球倶楽部が初のアメリカ遠征を行い、7月16日までに2Aチームと109試合を戦い、75勝33敗1分の成績を残す。遠征中は「トウキョウ・ジャイアンツ」と名称がつけられ、ニックネームの「巨人」が事実上誕生されたとされている[1]。

### 4月
- 4月7日 - 選抜中等学校野球大会の決勝戦が阪神甲子園球場で行われ、岐阜県の岐阜商が広島県の広陵中に5対4で勝利して、2年ぶり2度目の優勝を達成する。
- 4月26日 - 四帝国大学野球部連盟（高専野球大会の主催団体）解散。

### 5月
- 5月24日 - 【MLB】ニューヨーク・ジャイアンツのサム・レズリーがサイクル安打を達成する。
- 5月31日 - 全国高等学校野球連盟（戦前の大学野球組織であり、現在の日本高等学校野球連盟とは別組織）が設立[2]。

### 8月
- 8月15日 - エール大野球チームが訪日。同月21日まで滞在[2]。
- 8月20日 - 全国中等学校優勝野球大会の決勝戦が甲子園で行われ、愛媛県の松山商業が兵庫県の育英商業に6対1で勝利して、初優勝を達成する。

### 10月
- 10月1日 - 大阪野球倶楽部準備委員会発足[3][4]。
- 10月7日 - 【MLB】ワールドシリーズ第6戦がネビン・フィールドで行われ、 アメリカンリーグのデトロイト・タイガースがナショナルリーグのシカゴ・カブスに4対3でサヨナラ勝利し、ワールドシリーズ初優勝を達成した。

### 11月
- 11月3日 -  全米アマチュア野球チームが日本訪問。同月21日まで滞在[2]。

### 12月
- 12月10日 - 大阪野球倶楽部が発足[4]。

## 誕生

### 1月
- 1月1日 - 河野旭輝（+ 2014年）
- 1月5日 - 人見武雄
- 1月5日 - 植村義信
- 1月9日 - 小淵泰輔（+ 2011年）
- 1月19日 - フレッド・バレンタイン（+ 2022年）
- 1月20日 - 堀本律雄（+ 2012年）

### 2月
- 2月5日 - 長尾旬（+ 2013年）
- 2月12日 - 豊田泰光（+ 2016年）
- 2月22日 - 中田昌宏（+ 2009年）

### 3月
- 3月3日 - 法元英明
- 3月6日 - 緋本祥男
- 3月21日 - 吉田勝豊（+ 2016年）
- 3月30日 - 原貢（+ 2014年）

### 4月
- 4月2日 - 戸川一郎
- 4月6日 - 中西勝己（+ 2009年）
- 4月8日 - 梶本隆夫（+ 2006年）
- 4月24日 - 田中久寿男（+ 2001年）
- 4月29日 - 仰木彬（+ 2005年）

### 5月
- 5月2日 - 拝藤宣雄
- 5月5日 - 岡嶋博治
- 5月10日 - 加藤昌利（+ 1985年）
- 5月12日 - フェリペ・アルー
- 5月19日 - 佃明忠

### 6月
- 6月2日 - 金光秀憲
- 6月10日 - 小玉明利（+ 2019年）
- 6月28日 - 安藤順三
- 6月29日 - 野村克也（+ 2020年）
- 6月30日 - 秋本祐作（+ 2016年）

### 7月
- 7月1日 - 大矢根博臣
- 7月3日 - 皆川睦雄（+ 2005年）
- 7月3日 - 中川隆
- 7月18日 - 宅和本司
- 7月18日 - 中村大成（+ 2013年）
- 7月19日 - 児玉泰
- 7月26日 - ルー・ジャクソン（+ 1969年）

### 8月
- 8月1日 - 宮崎逸人
- 8月19日 - 八名信夫
- 8月19日 - 稲垣正夫（+ 2015年）
- 8月31日 - フランク・ロビンソン（+ 2019年）

### 9月
- 9月3日 - 千葉英二（+ 1992年）
- 9月16日 - 中村和臣
- 9月17日 - 杉浦忠（+ 2001年）
- 9月29日 - 新井茂
- 9月29日 - 藤井弘（+ 2018年）

### 10月
- 10月1日 - 横溝桂
- 10月5日 - 堀内庄（+ 2010年）
- 10月5日 - 柿本実
- 10月6日 - 土屋正孝
- 10月11日 - 西村一孔（+ 1999年）
- 10月12日 - 小坂佳隆（+ 1987年）
- 10月30日 - 滝内弥瑞生（+ 2018年）
- 10月31日 - 本屋敷錦吾

### 11月
- 11月3日 - 森徹（+ 2014年）
- 11月9日 - ボブ・ギブソン（+ 2020年）

### 12月
- 12月5日 - 土橋正幸（+ 2013年）
- 12月14日 - 中山俊丈（+ 2016年）
- 12月19日 - トニー・テイラー（+ 2020年）
- 12月23日 - 辻中貞年
- 12月30日 - サンディー・コーファックス